# ATP Challenger Homestead
Der ATP Challenger Homestead (offiziell: Keys Gate Challenger) war ein Tennisturnier, das 2004 einmal in Homestead, Florida, stattfand. Es gehörte zur ATP Challenger Tour und wurde im Freien auf Hartplatz gespielt.

## Liste der Sieger

### Einzel
| Jahr | Sieger       | Finalgegner   | Ergebnis      |
| ---- | ------------ | ------------- | ------------- |
| 2004 | Răzvan Sabău | Wesley Moodie | 5:7, 6:2, 7:5 |

### Doppel
| Jahr | Sieger                     | Finalgegner                       | Ergebnis      |
| ---- | -------------------------- | --------------------------------- | ------------- |
| 2004 | Gabriel Trifu Glenn Weiner | Huntley Montgomery Tripp Phillips | 5:7, 7:5, 6:2 |